# Torneo de Estocolmo 2017
El If Stockholm Open 2017 fue un torneo de tenis. Perteneció al ATP Tour 2017 en la categoría ATP World Tour 250. El torneo tuvo lugar en la ciudad de Estocolmo, Suecia, desde el 16 hasta el 22 de octubre de 2017 sobre canchas duras.

## Distribución de puntos
| Modalidad            | Campeón | Finalista | Semifinales | Cuartos de final | 2ª ronda | 1ª ronda | Clasificados | 2ª ronda de clasificación | 1ª ronda de clasificación |
| Individual masculino | 250     | 165       | 100         | 50               | 25       | 0        | 13           | 7                         | 0                         |
| Dobles masculino     | 250     | 150       | 90          | 45               | 20       | 0        | -            | -                         | -                         |

## Cabezas de serie

### Individuales masculino
| Tenista               | Ranking | Preclasificado |
| Grigor Dimitrov       | 9       | 1              |
| Kevin Anderson        | 15      | 2              |
| Jack Sock             | 20      | 3              |
| Juan Martín del Potro | 23      | 4              |
| Mischa Zverev         | 27      | 5              |
| Fabio Fognini         | 32      | 6              |
| Yūichi Sugita         | 36      | 7              |
| Fernando Verdasco     | 43      | 8              |

- Ranking del 9 de octubre de 2017.[2]

### Dobles masculino
| Tenistas                               | Ranking | Preclasificados |
| Oliver Marach Mate Pavić               | 37      | 1               |
| Aisam-ul-Haq Qureshi Jean-Julien Rojer | 47      | 2               |
| Jack Sock Nenad Zimonjić               | 64      | 3               |
| Alexander Peya Bruno Soares            | 64      | 4               |

## Campeones

### Individual masculino
Juan Martín del Potro venció a  Grigor Dimitrov por 6-4, 6-2

### Dobles masculino
Oliver Marach /  Mate Pavić vencieron a  Aisam-ul-Haq Qureshi /  Jean-Julien Rojer por 3-6, 7-6(8-6), [10-4]